# زاترلاند
زاترلاند (به آلمانی: Saterland) یک شهر در آلمان است که در کلوپنبورگ واقع شده‌است. زاترلاند ۱۲٬۸۹۶ نفر جمعیت دارد.

## خواهرخوانده
شهر Środa Śląska خواهرخواندهٔ زاترلاند هست.